# Chi Mai
Chi Mai – utwór instrumentalny skomponowany przez Ennio Morricone. Po raz pierwszy pojawił się w filmie Jerzego Kawalerowicza Magdalena z 1971 roku.
Dziesięć lat później ta kompozycja została wykorzystana w filmie Zawodowiec (1981), który wyreżyserował Georges Lautner, a także w serialu telewizyjnym The Life and Times of David Lloyd George (1981).

## Listy przebojów
| Kraj | Lista (1981–1982)   | Pozycja |
| ---- | ------------------- | ------- |
| AT   | Ö3 Austria Top 40   | 4       |
| NZ   | Recorded Music NZ   | 11      |
| FR   | SNEP                | 1       |
| GB   | UK Singles Chart    | 2       |
| CH   | Schweizer Hitparade | 2       |